# 1000 Bornes
Pour les articles homonymes, voir Mille bornes (film) et 1000 (homonymie).
Les 1000 Bornes ou Mille Bornes est un jeu de société utilisant des cartes spéciales sur le thème de la course automobile à ses débuts. 
Il a été inventé en 1954 par Edmond Dujardin, un éditeur de matériel pour auto-écoles, illustré par Joseph Le Callennec, graphiste et appartient actuellement à TF1 Games. Historiquement, le jeu s'inspire de Touring, un jeu de cartes américain créé en 1906.
Sur les premières boîtes du jeu, il était sous-titré : La canasta de la route. Il était également indiqué que le jeu avait obtenu une médaille de vermeil au concours Lépine de Paris. Le nom du jeu vient des bornes kilométriques jalonnant le réseau routier français et de la longueur de la mythique et ancienne Route nationale 7, en France, qui fait environ 1 000 km (996 km exactement).
Depuis 2009, la fabrication se fait à l'usine située à Saint-Pantaléon-de-Larche en Corrèze.

## Historique
Edmond Dujardin est un imprimeur et éditeur de manuels du code de la route. Il avait déjà créé les jeux L'Autoroute et Stock-cars en lien avec son activité principale. Le 1000 Bornes est le troisième jeu de l'éditeur et sort en 1954. Il est inspiré d'un jeu de cartes appelé le Touring. Les premières versions sont réalisées de façon artisanale à Arcachon et peintes à la main. En 2024, l'éditeur estime que dix millions d'exemplaires du jeu ont été vendus dans onze pays,.
Le jeu est exporté dans d'autres pays à partir des années 1960.
L'entreprise qui l'édite, Dujardin, appartient à Regain Galore depuis 1981 puis à TF1 Games depuis 2007 et à Jumbodiset depuis 2021.

## Description
Le jeu comprend 106 cartes (104 dans la version 1955). Les joueurs doivent accumuler des bornes (une borne signifie en argot un kilomètre). Il faut aller jusqu'à 1 000 bornes exactement pour que la partie se termine. Le jeu comporte donc des cartes représentant :
- les distances parcourues ;
- les attaques, c'est-à-dire des aléas de la route (accidents, crevaisons, pannes...), et la signalisation routière (limitation de vitesse, feux) qui permettent de freiner ou stopper son adversaire ;
- les parades, qui permettent de contrer l'effet des attaques ;
- les bottes, qui sont des protections contre une attaque spécifique, au nombre de quatre.

La liberté du joueur réside surtout dans la décision d'infliger des obstacles à ses adversaires, avec le risque, si l'un d'eux possède la protection spéciale (ou botte), qu'il marque 300 points supplémentaires comme « coup fourré ». Ce risque augmente au cours du jeu au fur et à mesure que les cartes sont piochées.
Le jeu se joue sur table, avec une pioche et une défausse centrale. Chaque joueur a devant lui ses cartes de distance, visibles de tous, ainsi que sa pile de jeu, sur laquelle sont empilées au fur et à mesure les cartes d'attaque et de parade. 
Chaque joueur commence par poser un feu vert pour rouler et pour poser des cartes de distance. À son tour, le joueur pioche, il a momentanément sept cartes en main, puis joue une carte ou en défausse une s'il ne peut rien jouer. Les kilomètres, parades et bottes sont jouées pour soi, les attaques sont jouées contre les adversaires pour les ralentir voire pour les arrêter. 

### Nombre de joueurs et allonge
Le jeu se joue traditionnellement à quatre joueurs. Les règles officielles indiquent de jouer par équipe de deux. Un jeu individuel à quatre est également possible. À deux ou à trois joueurs, chacun joue pour soi. À six joueurs, trois équipes assemblent chacune deux joueurs. 
À 2 ou à 3 joueurs ou à 3 équipes de 2, la distance à parcourir est ramenée à 700 bornes. Le joueur ou l'équipe qui atteint ce palier peut alors décider de continuer le jeu jusqu'à atteindre les 1 000 bornes. Le jeu se poursuit alors normalement. 
L'allonge rapporte 200 points de bonus au joueur (ou équipe) qui réussit à atteindre en premier les 1 000 bornes ; et ce même si ce n'est pas lui qui avait demandé l'allonge (qui perd donc les points de manche et le bonus de l'allonge).

## Tableau et description des cartes
Les images de cartes suivantes sont celles de l'ancien modèle.

### Attaques
Il y a cinq attaques différentes : l'accident, la crevaison, la panne d'essence, la limite de vitesse et le feu rouge. 
L'accident, la crevaison et la panne d'essence immobilisent le véhicule : le joueur qui subit l'une de ces attaques ne peut plus poser aucune carte étape. Pour redémarrer, le joueur doit poser la carte de la parade correspondant à l'attaque, puis jouer un feu vert pour repartir et recommencer à rouler. Cette pose obligatoire du feu vert est cependant devenu une variante dans les dernières règles éditées, par défaut un feu vert après une parade n'est plus obligatoire.
Le feu rouge empêche également de continuer à avancer (le joueur concerné ne plus poser de cartes étapes). Il se pare simplement avec un feu vert. 
La limite de vitesse est une attaque qui peut s'ajouter aux autres. Elle n'empêche pas d'avancer, elle oblige le joueur à ne poser que des cartes étapes de 25 km ou de 50 km, ce qui ralentit beaucoup son jeu. Une limitation de vitesse peut viser même un joueur à l'arrêt. Elle se pare simplement avec une fin de limite de vitesse. 
| 3x       | 3x              | 3x        | 4x                | 5x        |
|          |                 |           |                   |           |
| Accident | Panne d'essence | Crevaison | Limite de vitesse | Feu Rouge |

### Parades
Il y a cinq parades différentes, qui correspondent chacune à une attaque (respectivement) : les réparations, l'essence, la roue de secours, la fin de limite de vitesse et le feu vert.
Ces cartes sont les plus utiles à conserver en main, afin de pouvoir parer rapidement une attaque et repartir. On ne peut jouer la parade que sur l'attaque qui lui correspond, et en réponse à cette attaque (on ne peut pas se prémunir d'un éventuel accident en jouant une réparation en avance). 
Le feu vert est la carte la plus disponible (14 exemplaires) et la plus importante du jeu. En effet, non seulement les joueurs doivent en jouer un au début de la partie pour commencer à rouler, mais ils doivent aussi en jouer un après une réparation, une essence ou une roue de secours pour pouvoir repartir. 
| 6x          | 6x      | 6x              | 6x                | 14x      |
|             |         |                 |                   |          |
| Réparations | Essence | Roue de secours | Fin de limitation | Feu vert |

### Bottes
Les bottes (par analogie avec les bottes secrètes, en escrime) sont des cartes spéciales, qui permettent de se prémunir contre un type d'attaque. 
Lorsqu'un joueur pose une botte devant lui, il est impossible de lui infliger l'attaque parée par cette botte. Cette carte est permanente. Un joueur peut cumuler plusieurs bottes. 
- L'as du volant ne peut pas avoir d'accident.
- Le camion-citerne ne peut pas tomber en panne d'essence.
- L'increvable ne peut pas crever.
- Le véhicule prioritaire roule sans limite de vitesse ni feu rouge. Le véhicule prioritaire n'a pas besoin de feu vert pour redémarrer après un accident, une panne ou une crevaison, ni en début de partie avant de poser sa première borne.

Il est possible de jouer une botte à tout moment, pour éviter des attaques. Il est aussi possible de la conserver en main. Dans ce cas, au moment où le joueur se fait attaquer par une carte qu'il peut botter (il reçoit une crevaison alors qu'il a l'increvable en main, par exemple), il s'agit d'un « coup fourré » (qui vaut 300 points). Le joueur attaqué annonce le coup fourré à haute voix et joue immédiatement sa botte. L'attaque jouée est défaussée, le joueur auteur du coup fourré pioche une carte. Le joueur ayant posé l'attaque termine son tour et pioche sa carte, puis c'est au tour du joueur suivant, dans l'ordre normal de jeu. 
| 1x           | 1x             | 1x         | 1x                   |
|              |                |            |                      |
| As du volant | Camion-citerne | Increvable | Véhicule prioritaire |

### Récapitulatif des cartes
| Attaque           | Parade                   | Botte                |
| ----------------- | ------------------------ | -------------------- |
| Crevaison         | Roue de secours          | Increvable           |
| Accident          | Réparations              | As du volant         |
| Panne d'essence   | Essence                  | Camion-citerne       |
| Limite de vitesse | Fin de limite de vitesse | Véhicule prioritaire |
| Feu rouge         | Feu vert                 | Véhicule prioritaire |

### Cartes étapes
| 10x   | 10x   | 10x   | 12x    | 4x     |
|       |       |       |        |        |
| 25 km | 50 km | 75 km | 100 km | 200 km |

## Fin de manche et comptage des points
Le jeu se joue en plusieurs manches et le gagnant est celui qui marque en premier 5 000 points. Une manche se termine dès qu'un joueur atteint exactement 1 000 bornes avec ses cartes-étape (ou 700 bornes, dans le cas d'un jeu à 2 ou 3 joueurs individuels). 
Il est également possible de jouer sans les points, en considérant que le gagnant est simplement le premier à atteindre les 1 000 bornes. Pour le comptage des points, chaque joueur ou chaque équipe marque tous les points dans les items qu'elle remplit.
| Coup               | Points | Description |
| ------------------ | ------ | --- |
| Distance parcourue | X      | Chaque joueur ou équipe marque autant de points que de bornes parcourues.                                          |
| Bottes             | 100    | Pour chaque botte exposée.                                                                                         |
| Quatre bottes      | 700    | Si les quatre bottes sont exposées par un seul joueur (ou une seule équipe).                                       |
| Coup fourré        | 300    | Pour chaque coup fourré réussi, en plus des points de bottes.                                                      |
| Points de manche   | 400    | Points bonus pour le joueur (ou l'équipe) qui totalise 700 (ou 1 000) bornes.                                      |
| Aucun 200          | 300    | Bonus en cas de victoire de la manche sans aucune carte étape de 200 km.                                           |
| « Couronnement »   | 300    | Bonus dans le cas où l'on atteint 1 000 bornes après épuisement de la pioche.                                      |
| « Allonge »        | 200    | Bonus en cas d'allonge (marqué par le joueur qui réussit l'allonge et non qui la décide).                          |
| « Capot »          | 500    | Si un joueur (ou une équipe) n'a pu poser aucune carte étape de la partie, tous les adversaires marquent ce bonus. |

## Contenu de la boîte
Le jeu comporte 106 cartes (104 dans la version 1955, 106 de 1956 à 1960) :
- 18 cartes Attaque
  - 3 × Accident (2x et avec un dessin différent dans la version  1955)
  - 3 × Panne d'essence (avec un dessin différent dans la version 1955)
  - 3 × Crevé
  - 4 × Limite de vitesse
  - 5 × Feu rouge

- 38 cartes Parade
  - 6 × Réparations (avec un dessin différent dans la version 1955)
  - 6 × Essence
  - 6 × Roue de secours
  - 6 × Fin de limite de vitesse
  - 14 × Feu vert (13 x dans la version 1955)

- 4 cartes Botte
  - 1 × As du volant
  - 1 × Citerne
  - 1 × Increvable
  - 1 × Prioritaire

- 46 cartes Distance
  - 10 × 25 km (escargot)
  - 10 × 50 km (canard)
  - 10 × 75 km (papillon)
  - 12 × 100 km (lièvre)
  - 4 × 200 km (hirondelle)